# Toyo’oka
Toyo’oka (jap. 豊岡市 Toyo’oka-shi) – miasto w Japonii, w prefekturze Hyōgo.

## Położenie
Miasto położone jest w północno-wschodniej części prefektury Hyōgo nad Morzem Japońskim. Odległość do stolicy prefektury, Kobe, około 100 km. Powierzchnia miasta stanowi 8,3% powierzchni prefektury. Na wybrzeżu znajduje się Park Narodowy San’in Kaigan. Przez miasto przepływają dwie rzeki: Maruyama i Takeno. W na terenie miasta znajdują się również dwa onseny Kinosaki i Silk. Miasto graniczy z:
- Asago
- Yabu

## Klimat
Klimat jest typowy dla rejonu Morza Japońskiego. Z silnym monsunem z północnego zachodu w zimie, który powoduje obfite opady śniegu. Średnio rocznie opady wynoszą 2 065 mm, a w zimie są dwa razy wyższe niż latem. Pierwszy śnieg pojawia się z reguły pod koniec listopada i leży do połowy maja.

## Miasta partnerskie
- Hiszpania: Alicante
- Nowa Zelandia: Ruapehu